# Kurt Petschek
Kurt Petschek, ab 1938 Kirk Russel Petshek (* 23. November 1913 in Czernowitz, Bukowina, Österreich-Ungarn; † 12. Mai 1973 in Milwaukee,  Wisconsin, USA) war ein US-amerikanischer Rechtswissenschaftler, Professor und Regierungsbeamter.

## Leben
Kurt Petschek wuchs in gutsituierten Verhältnissen auf. Sein Vater, der österreichische Rechtswissenschaftler Georg  Petschek (* 1872; † 1947), entstammte der Koliner Linie der Unternehmerdynastie Petschek. Seine Mutter, Elisabeth Elly Petschek, war die Tochter des Prager Fabrikanten Friedrich Kornfeld. Er hatte eine Schwester, Edith Petschek, die am 14. Mai 1914 im Alter von viereinhalb Jahren verstarb. Kurt Petschek wurde streng katholisch erzogen. Sein Vater wirkte bis 1918 als Professor sowie Dekan an der Universität Czernowitz und war vermutlich vom jüdischen zum  römisch-katholischen  Glauben konvertiert. Nachweislich gehörte Georg Petschek in Czernowitz einer Gruppe katholisch-konservativer Professoren an.
Im Zuge des Zerfalls Österreich-Ungarns und der damit verbundenen Vertreibung der deutschsprachigen Professoren aus Czernowitz emigrierte die Familie im Frühjahr 1919 nach Wien. Hier besuchte Kurt Petschek katholische Privatschulen, darunter das Kaiserlich-Königliche Obergymnasium zu den Schotten, wo er auch seine Matura ablegte. Anschließend studierte er Rechtswissenschaften in Paris und Wien. Ein Kommilitone war der in Wien geborene Robert Gerhard Neumann (1916–1999), der ab dem Jahr 1940 in den USA eine politische Karriere anstrebte und später als US-Botschafter in Afghanistan, Marokko und Saudi-Arabien diente.
Neumann und Petschek teilten sich in Paris eine Studentenwohnung, unternahmen gemeinsame Reisen in Europa und blieben auch später in engem Kontakt. Sein Studium beendete Kurt Petschek im Jahr 1936 an der Universität Wien mit der Promotion zum Dr. jur. Anschließend begann seine obligatorische mehrjährige Tätigkeit als Rechtsanwaltsanwärter. Parallel veröffentlichte er ab Januar 1937 umfangreiche Gesetzeskommentare in dem von seinem Vater herausgegebenen Österreichischen Zentralblatt für die juristische Praxis. Nach dem Anschluss Österreichs an das Deutsche Reich verließ Kurt Petschek im Alter von 24 Jahren Europa und zog in die USA, wo er am 13. August 1938 mit der SS President Roosevelt in Ellis Island ankam.
Noch im selben Jahr nahm er den Namen Kirk Russel Petshek an, kurz meist Kirk Petshek oder Kirk R. Petshek. Er trat der katholischen Studentenbruderschaft Alpha Pi Zeta bei und erwarb 1940 die US-amerikanische Staatsbürgerschaft sowie seinen Magister Artium (M. A.) an der Harvard University in Ökonomie mit der Dissertation The economics of industry-wide collective bargaining (Die Wirtschaftlichkeit branchenweiter Tarifverhandlungen). Anschließend wirkte Petshek am Middlebury College, einer privaten Universität in Middlebury (Vermont). Sein Spezialgebiet wurde internationales Arbeitsrecht.
Mit dem Eintritt der Vereinigten Staaten in den Zweiten Weltkrieg meldete sich Petshek freiwillig zum Dienst in der US Army. Spätestens ab dem Jahr 1944 nahm er an inoffiziellen Missionen der United States Strategic Bombing Survey in Deutschland teil. Von 1945 bis 1950 pendelte er als Mitarbeiter der U.S. Allied Commission for Austria (USACA) im Dienstrang eines Second Lieutenant regelmäßig zwischen Washington, D.C., Philadelphia, London und Wien. Im Jahr 1947 erhielt Petshek von der Harvard University seinen Ph.D. und damit die Berechtigung, an Universitäten selbstständig und alleinverantwortlich zu lehren.
Nach dem Bruch Titos mit Stalin im Sommer 1948 übernahm Petshek im Rahmen des Marshallplans die Leitung der US-Wirtschaftshilfe für Jugoslawien. Zu dieser Zeit lernte er in London seine spätere Frau Evelyn L. Petshek (* 1917; † 2010) kennen. Die Ehe blieb kinderlos. Im November 1950 beendete Petshek seinen Dienst bei den US-Streitkräften und zog mit seiner Frau nach Washington, D.C. Hier leitete er als Regierungsbeamter und Chief Officer von 1951 bis 1954 die Abteilung Statistik im United States Department of Labor. Anschließend arbeitete er als Verwaltungsbeamter der Stadtregierung von Philadelphia, später als Chef-Koordinator für Stadtentwicklung (urban planning) und regionale Wirtschaft (urban business management).
Im Jahr 1962 zog er mit seiner Frau nach Milwaukee, wo er bis zu seinem Tod an der University of Wisconsin–Madison (UWM) als Professor of Urban Affairs and Business Administration wirkte. Seine Vorlesungen waren gut besucht und zeichneten sich durch Fallanalysen, Gruppendiskussion, Reflexion, Kritik und klare Ziele aus. Studierende lobten die von ihm ausgehende Atmosphäre des Vertrauens und Zutrauens, sein durchdachtes System von Regeln und Ritualen, sowie eine gewisse Skurrilität. Als Kult galt sein VW Käfer Cabrio, Baujahr 1962, mit dem er jeden Morgen offen den Campus befuhr.
Kirk Petshek verfasste zahlreiche Rechtskommentare und Fachbücher und war Chairman verschiedener christlich-karitativer Organisationen. Seine Frau war unter anderem Präsidentin der Unitarian Church. Gegen Ende der 1960er Jahre verlor er zunehmend seine Mobilität und verstarb am 12. Mai 1973 an Multipler Sklerose.

## Kirk R. Petshek Memorial Fund
Nach dem Tod ihres Ehemanns stiftete Evelyn Petshek im Jahr 1973 den Kirk R. Petshek Memorial Fund. Studierende der University of Wisconsin–Madison mit einer körperlichen Behinderung, die einen Abschluss in Betriebswirtschaft anstreben, können aus diesem Fonds verschiedene Stipendien erhalten. Hierfür gründete Evelyn Petshek einen Trust, in welchen sie bis zu ihrem Tod regelmäßig hohe Geldbeträge einzahlte. In ihrem Testament benannte sie den Kirk R. Petshek Memorial Fund als Begünstigten des umfangreichen Treuhandvermögens. Evelyn Petshek verstarb am 15. Dezember 2010 im Alter von 93 Jahren in Santa Fe (New Mexico).

## Schriften (Auswahl)
- mit Arthur M. Ross: The Tie between Wages and Employment. In: ILR Review. Bd. 4, Nr. 1, 1950, ISSN 0019-7939, S. 94–101, doi:10.2307/2519325.
- Emergencies and the Expansion of Collective Bargaining. Patterns of Bargaining and Their Framework Wages and Employee Benefits. The Growing Use of Arbitration. In: Monthly Labor Review. Bd. 73, Nr. 4, 1951, ISSN 0027-044X, S. 394–398, JSTOR:41832475.
- Negroes in the White-collar Labor Market. Training, Employment, and Attitudes. Industrial Relations Research Institute – University of Wisconsin, Madison WI 1971.
- The Challenge of Urban Reform. Policies & Programs in Philadelphia. Temple University Press, Philadelphia PA 1973, ISBN 0-87722-058-1.